# Guerra da Independência de Rákóczi

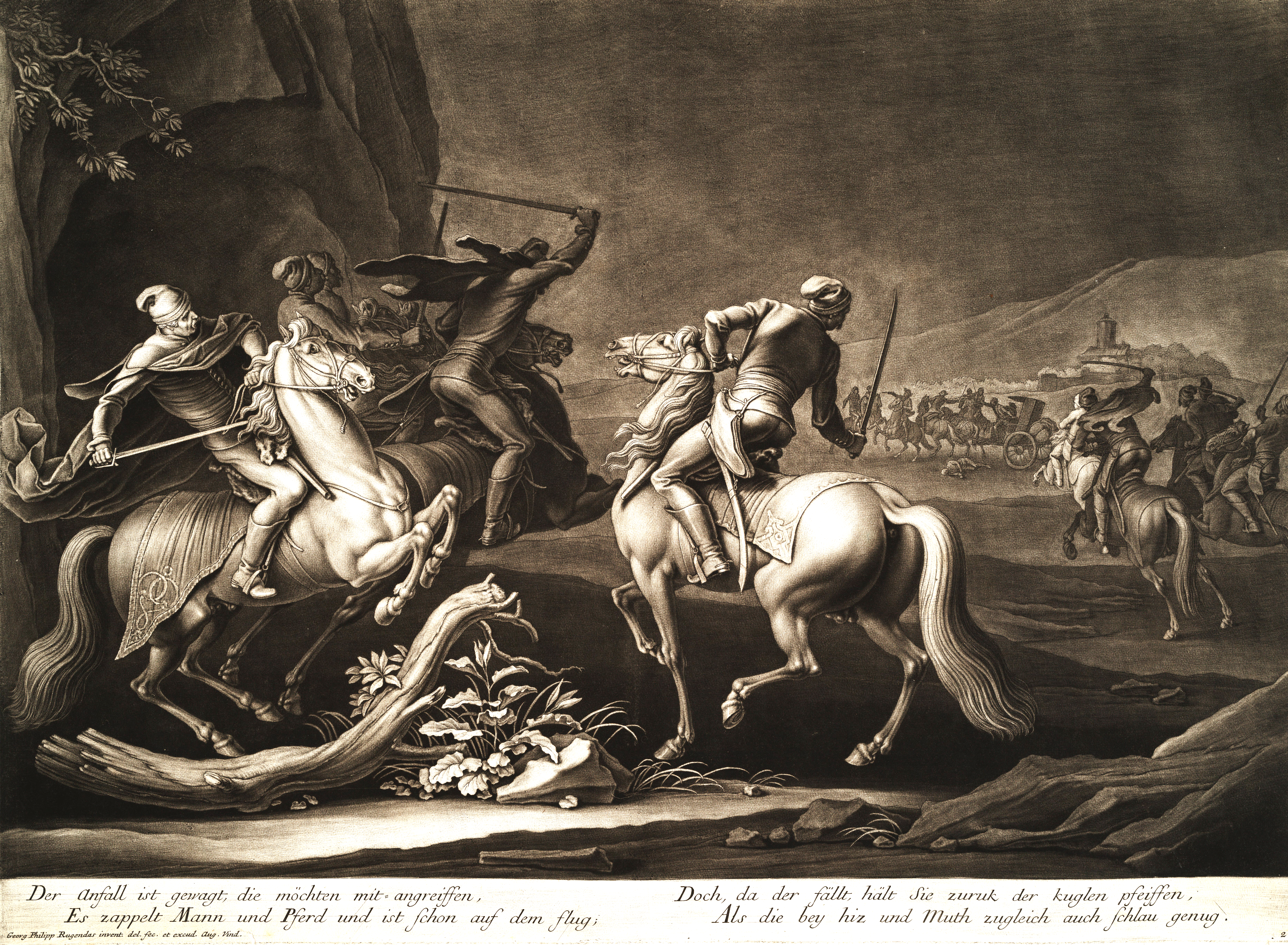
se preparando para atacar uma carruagem e cavaleiros viajantes,, c. 1705

A Guerra da Independência de Rákóczi (1703-1711) foi a primeira tentativa significativa de derrubar o domínio dos Habsburgos sobre a Hungria. A guerra foi conduzida por um grupo de nobres, progressistas ricos e de alto escalão e foi liderada por Francisco II Rákóczi e soldados e camponeses resignados lutaram ao lado dos nobres. A insurreição não teve sucesso, terminando com o Tratado de Szatmár; no entanto, a nobreza húngara conseguiu satisfazer parcialmente os interesses húngaros.

## Prelúdio
Com o Tratado de Karlowitz em 1699, o Império Otomano renunciou a quase todas as suas reivindicações sobre alguns de seus territórios, que foram conquistados do Reino medieval da Hungria após 1526. A nobreza era contra o domínio dos Habsburgos porque as terras anteriormente tiradas deles pelos otomanos eram devolvidas apenas àqueles que pudessem provar seu direito de possuir a propriedade e pudessem pagar 10% de seu valor aos Habsburgos. Se não o fizessem, a propriedade ia para os credores do Império. A classe camponesa se voltou contra o Império por causa das dificuldades que as longas guerras lhes trouxeram. Em 1697, uma revolta anti-Habsburgo em Tokaj foi suprimida. No entanto, as relações entre a corte e a nobreza estavam se deteriorando, e os novos governantes dos Habsburgos trataram os camponeses tão mal que, eventualmente, algumas pessoas desejaram um retorno ao domínio otomano.

### Revolta
As relações internacionais proporcionaram aos húngaros a oportunidade de se libertarem dos Habsburgos. Com a ajuda do rei Luís XIV da França, rebeldes anti-Habsburgo, liderados pelo jovem nobre Imre Thököly, se levantaram contra o Império em 1678. Thököly ocupou a maior parte do norte da Hungria. Em 1681, os otomanos se juntaram para ajudá-lo, e ele foi reconhecido como rei da Alta Hungria pelo sultão Mehmed IV. No entanto, quando os otomanos perderam a batalha de Viena em 1683, Thököly perdeu o apoio otomano e acabou sendo derrotado em 1685. Sua aliança com os otomanos mudou a percepção positiva que a Europa Ocidental tinha sobre a Hungria e, em vez de ser considerada o bastião do cristianismo, o país agora estava sendo considerado um inimigo Em parte como consequência, a Hungria foi ocupada e organizada como "território recém-adquirido" em vez de "território libertado dos otomanos".

## Liderança
Francisco II Rákóczi (em húngaro: II. Rákóczi Ferenc) era filho de uma antiga família nobre e um dos proprietários mais ricos do Reino da Hungria. Ele foi o conde (comes perpetuus) do Comitatus Sarossiensis (em húngaro Sáros) de 1694 em diante. Ele nasceu em 1676, filho de Francisco I Rákóczi, eleito príncipe governante da Transilvânia, e Ilona Zrínyi. Seu pai morreu quando Rákóczi era um mero bebê, e sua mãe se casou com Imre Thököly em 1682. Depois que Thököly foi derrotado, Zrínyi manteve o castelo de Munkács (hoje Mukacheve na Ucrânia) por três anos, mas acabou sendo forçado a se render. Após o Tratado de Karlowitz, quando seu padrasto e sua mãe foram enviados para o exílio, Rákóczi ficou em Viena sob a supervisão dos Habsburgos.
Remanescentes do exército camponês de Thököly iniciaram uma nova revolta na região de Hegyalja, no nordeste da atual Hungria, que fazia parte da propriedade da família Rákóczi. Eles capturaram os castelos de Tokaj, Sárospatak e Sátoraljaújhely, e pediram a Rákóczi para se tornar seu líder, mas ele não estava ansioso para liderar o que parecia ser uma pequena rebelião camponesa. Ele rapidamente voltou para Viena, onde tentou o seu melhor para limpar seu nome. Rákóczi então fez amizade com o conde Miklós Bercsényi, que era casado com Krisztina Csáky, e cuja propriedade em Ungvár (hoje Ужгород (Uzhhorod), na Ucrânia), ficava ao lado da sua. Bercsényi era um homem altamente educado, o terceiro homem mais rico do reino (depois de Rákóczi e Simon Forgách), e era parente da maior parte da aristocracia húngara.

## Luta pela independência
Como a Casa de Habsburgo estava prestes a morrer, a França procurava aliados em sua luta contra a hegemonia austríaca. Consequentemente, eles estabeleceram contato com Rákóczi e prometeram apoio se ele assumisse a causa da independência húngara. Um espião austríaco apreendeu essa correspondência e a levou ao conhecimento do imperador. Como resultado direto disso, Rákóczi foi preso em 18 de abril de 1700 e encarcerado na fortaleza de Wiener Neustadt (ao sul de Viena). Tornou-se óbvio durante as audiências preliminares que, assim como no caso de seu avô Péter Zrínyi, a única sentença possível para Francisco era a morte. Com a ajuda de sua esposa grávida Amelia e do comandante da prisão, Rákóczi conseguiu escapar e fugir para a Polônia. Aqui ele se encontrou com Bercsényi novamente, e juntos eles retomaram o contato com a corte francesa.
Três anos depois, a Guerra da Sucessão Espanhola fez com que grande parte das forças austríacas no Reino da Hungria deixassem temporariamente o país. Aproveitando-se da situação, as forças kuruc começaram um novo levante em Munkács, e Rákóczi foi convidado a chefiá-lo. Ele decidiu investir suas energias em uma guerra de libertação nacional e aceitou o pedido. Em 15 de junho de 1703, outro grupo de cerca de 3 000 homens armados liderados por Tamás Esze se juntou a ele perto da cidade polonesa de Lawoczne (hoje Lavochne, uma vila na Ucrânia). Bercsényi também chegou, com fundos franceses e 600 mercenários poloneses.
A maioria da nobreza húngara não apoiou a revolta de Rákóczi, porque a considerava nada mais do que uma jacquerie, uma rebelião camponesa. O famoso apelo de Rákóczi à nobreza do condado de Szabolcs parecia ter sido em vão. Ele conseguiu convencer os Hajdús (guerreiros camponeses emancipados) a se juntarem às suas forças, então suas forças controlaram a maior parte do Reino da Hungria a leste e norte do Danúbio no final de setembro de 1703. Ele continuou conquistando a Transdanúbia logo depois.
Como os austríacos tiveram que lutar contra Rákóczi em várias frentes, eles se sentiram obrigados a entrar em negociações com ele. No entanto, a vitória das forças austríacas e inglesas contra um exército combinado franco-bávaro na Batalha de Blenheim em 13 de agosto de 1704, proporcionou uma vantagem não apenas na Guerra da Sucessão Espanhola, mas também impediu a união das forças de Rákóczi com seus aliados franco-bávaros.
Isso colocou Rákóczi em uma situação militar e financeira difícil. O apoio francês diminuiu gradualmente e um exército maior foi necessário para ocupar as terras já conquistadas. Enquanto isso, fornecer armas e alimentos ao exército atual estava além de suas possibilidades. Ele tentou resolver esse problema criando uma nova cunhagem à base de cobre, que não era facilmente aceita na Hungria, pois as pessoas estavam acostumadas com moedas de prata. No entanto, Rákóczi conseguiu manter sua vantagem militar por um tempo - mas depois de 1706, seu exército foi forçado a recuar.
Uma reunião da Dieta Húngara (composta por 6 bispos, 36 aristocratas e cerca de 1000 representantes da baixa nobreza de 25 condados), realizada perto de Szécsény (condado de Nógrád) em setembro de 1705, elegeu Rákóczi para ser o príncipe "fejedelem" - (governante) - dos Estados Confederados do Reino da Hungria, a ser assistido por um Senado de 24 membros. Rákóczi e o Senado receberam responsabilidade conjunta pela condução das relações exteriores, incluindo negociações de paz.
Encorajadas pela Inglaterra e pelos Países Baixos, as negociações de paz recomeçaram em 27 de outubro de 1705 entre os líderes kuruc e o imperador. No entanto, as operações militares continuaram e ambos os lados variaram sua estratégia de acordo com a situação militar. Em 13 de dezembro, as forças de Kuruc lideradas por János Bottyán derrotaram os austríacos em Szentgotthárd. Um obstáculo era a soberania sobre a Transilvânia - nenhum dos lados estava preparado para desistir dela. O tratado proposto por Rákóczi com os franceses foi paralisado, então ele se convenceu de que apenas uma declaração de independência tornaria aceitável que várias potências negociassem com ele. Em 1706, sua esposa (que ele não via há 5 anos, junto com seus filhos József e György) e sua irmã foram enviadas como embaixadoras da paz, mas Rákóczi rejeitou seus esforços em nome do imperador.
Por recomendação de Rákóczi, e com o apoio de Bercsényi, outra reunião da Dieta realizada em Ónod (condado de Borsod) declarou a deposição da Casa de Habsburgo do trono húngaro em 13 de junho de 1707. Mas nem esse ato, nem a moeda de cobre emitida para evitar a inflação monetária, foram bem-sucedidos. Luís XIV recusou-se a entrar em tratados com o príncipe Rákóczi, deixando os húngaros sem aliados. Restava a possibilidade de uma aliança com o czarismo russo, mas isso também não se materializou.
Na Batalha de Trenčín (tüncsén húngaro, trentschin alemão, trentsinium latino, Comitatus Trentsiniensis, hoje na Eslováquia), em 3 de agosto de 1708, o cavalo de Rákóczi tropeçou e ele caiu no chão, o que o deixou inconsciente. As forças kuruc pensaram que ele estava morto e fugiram. Essa derrota foi fatal para o levante. Numerosos líderes Kuruc transferiram sua lealdade ao Imperador, esperando por clemência. As forças de Rákóczi ficaram restritas à área ao redor de Munkács e do condado de Szabolcs. Não confiando na palavra de János Pálffy, que era o enviado do imperador encarregado das negociações com os rebeldes, o príncipe deixou o Reino da Hungria para a Polônia em 21 de fevereiro de 1711.

## Soldados estrangeiros e participantes

### Dinamarca-Noruega
A Dinamarca-Noruega fornecia anualmente regimentos de cavalaria e infantaria ao exército dos Habsburgos, que estacionava esses regimentos dinamarqueses na Hungria; isso resultou em soldados dinamarqueses lutando ao lado do exército dos Habsburgos contra os húngaros (Kurucs) e seus aliados.    As forças dinamarquesas lutaram no leste da Hungria e na Transilvânia (Batalha de Zsibó).

### Sérvios, croatas e saxões
Os sérvios (que se estabeleceram nas fronteiras do sul da Hungria durante as Grandes Migrações Sérvias e protegidos pelos austríacos) lutaram ao lado do imperador desde o início da guerra. Eles foram usados como cavalaria leve no exército austríaco e como cobradores de impostos. Durante os oito anos de guerra, aldeias e cidades húngaras da Grande Planície Húngara e da Transdanúbia foram queimadas e roubadas pelos sérvios, enquanto em Bácska, aldeias sérvias foram queimadas. No entanto, houve alguns sérvios que lutaram ao lado de Rakóczi contra os Habsburgos - os Homens da Fronteira de Semlak (Mezősomlyó). O líder das tropas sérvias de Kuruc era o capitão da fronteira Obrad Lalić de Zenta.
A Croácia também apoiou a Monarquia dos Habsburgos, portanto, o exército croata e os contingentes dos Habsburgos impediram a ocupação Kuruc da Croácia. As forças croatas e sérvias lutaram na Transdanúbia e na Alta Hungria. Os saxões da Transilvânia também se distanciaram de Rákóczi em 1703. Embora o general austríaco Rabutin tenha perdido na Transilvânia, ele recuou para a Saxônia, onde cidades e camponeses saxões deram abrigo ao exército dos Habsburgos. Os confrontos entre o exército curuco e o exército dos Habsburgos-saxões ocorreram em toda a Croácia.

### Romenos e eslovacos
Durante o conflito, os eslovacos lutaram por Rákóczi. No exército Kuruc havia comandantes eslovacos e algumas forças Kuruc eram completamente eslovacas. Após a emancipação da Transilvânia, a minoria romena ficou em massa com os Kurucs e apoiou as forças romenas de Kuruc. Finalmente, algumas centenas de mercenários da Valáquia e da Moldávia lutaram no exército de Rákóczi.

### Outros
Dezenas de voluntários e mercenários poloneses vieram da Polônia, também muitos soldados eram ucranianos e tártaros de Lipka, eles apoiavam os Kurucs. Várias vezes Rákóczi pediu ajuda à Polônia e se esforçou para recrutar mais soldados poloneses. Nas terras húngaras, os alemães Spiš Saxões e alguns grupos alemães (incluindo renegados do Exército dos Habsburgos) se juntaram à guerra de Rákóczi. Eles foram complementados por mercenários alemães. O Exército Kuruc também usava comandos e juramentos nas línguas eslovaca e alemã, já que havia muitos alemães e eslovacos que serviam no exército Kuruc. A minoria Rusyn em 1703 imediatamente se juntou ao levante, mas antes disso, entre 1690 e 1702, os Rusyns apoiaram os húngaros contra os soldados austríacos. Os eslovenos húngaros das regiões de Muraszombat, Lendva e Szentgotthárd juntaram-se à luta contra os soldados dos Habsburgos, uma vez que as forças da Estíria várias vezes forragearam nas aldeias eslovenas.
Algumas centenas de soldados suecos fugiram da Batalha de Poltava, Benderi e Polônia na Hungria. Em 1710, Rákóczi admitiu os suecos no desmoralizado exército Kuruc. O exército húngaro-polonês-sueco-francês estava perto da vitória contra os austríacos na Batalha de Romhány, mas a última das forças de Rákóczi foi esmagada no decorrer do contra-ataque austríaco. O exército de Rákóczi também incluía búlgaros, litvinos, tártaros da Crimeia e otomanos.